# 梁珤
梁珤（？—1468年），河南汝寧府汝陽縣人，明朝軍事人物。保定侯，贈蠡國公。梁銘之子。

## 生平
正統末年任副總兵，討伐福建沙縣盜賊鄧茂七，在九龍山擊斬餘賊。班師後，叛亂復起，謫事官。正統十四年（1449年）京師保衛戰中，跟隨石亨立功，恢復保定伯爵位。景泰元年（1450年）拜平蠻將軍，代替雲南總督王驥討伐貴州苗族叛亂。同年冬分四路進攻，大敗叛軍，斬首七千餘人，破寨五百。景泰二年（1451年）自沅州進兵，與右都督方瑛在興澤大敗叛軍，在香爐山再大敗叛軍，俘虜苗王韋同烈等，斬首數千人。其後分兵進攻都勻、草塘，其餘叛軍紛紛投降。班師後，叛亂復起，梁珤、方瑛再次討伐平定。景泰三年（1452年）十二月論功進保定侯，增祿五百石。景泰四年（1453年）征討並平定湖廣清浪衛民變。天順元年（1457年）鎮守陝西，在涼州衛擊敗瓦剌入侵。召還，掌左軍都督府事。成化三年十二月（1468年1月）去世，贈蠡國公，諡襄靖。庶長子梁傅襲保定伯爵位。